# Atgāzene
Atgāzene est un voisinage (en letton : apkaime) de Riga situé sur la rive gauche de la Daugava dans l'arrondissement de Zemgale (en letton : Zemgales priekšpilsēta). Ce territoire est bordé par les voisinages de Bieriņi, Torņakalns et Ziepniekkalns ainsi qu'une partie de Mārupes novads. Ses frontières longent celles de la capitale par les rues Ābolu iela et Dzelzceļa iela, puis, sont délimitées par les rues Vienības gatve et Kārļa Ulmaņa gatve, ainsi que le tronçon du chemin de fer Riga-Jelgava. Avec sa superficie de 0,745 km2 c'est le plus petit des voisinages de la capitale.

## Histoire
Cette subdivision a été ajoutée au territoire administratif de Riga en 1924. Son réseau des rues s'est développé à la frontière du XIXe siècle et du XXe siècle. La route menant à Jelgava apparut au  XIXe siècle et s'appelait Jelgavas iela (rue de Jelgava) jusqu'en 1935. La plus récente Kārļa Ulmaņa gatve a été fondée seulement en 1981, elle portait avant la chute du régime communiste le nom d'Ernst Thälmann. En 1922-1926, le couple de Rainis et Aspazija habitait au no  11-Dīķa iela de Atgāzene.

## Transports
- Bus: 10, 42
- Tramway: 27

## Galerie

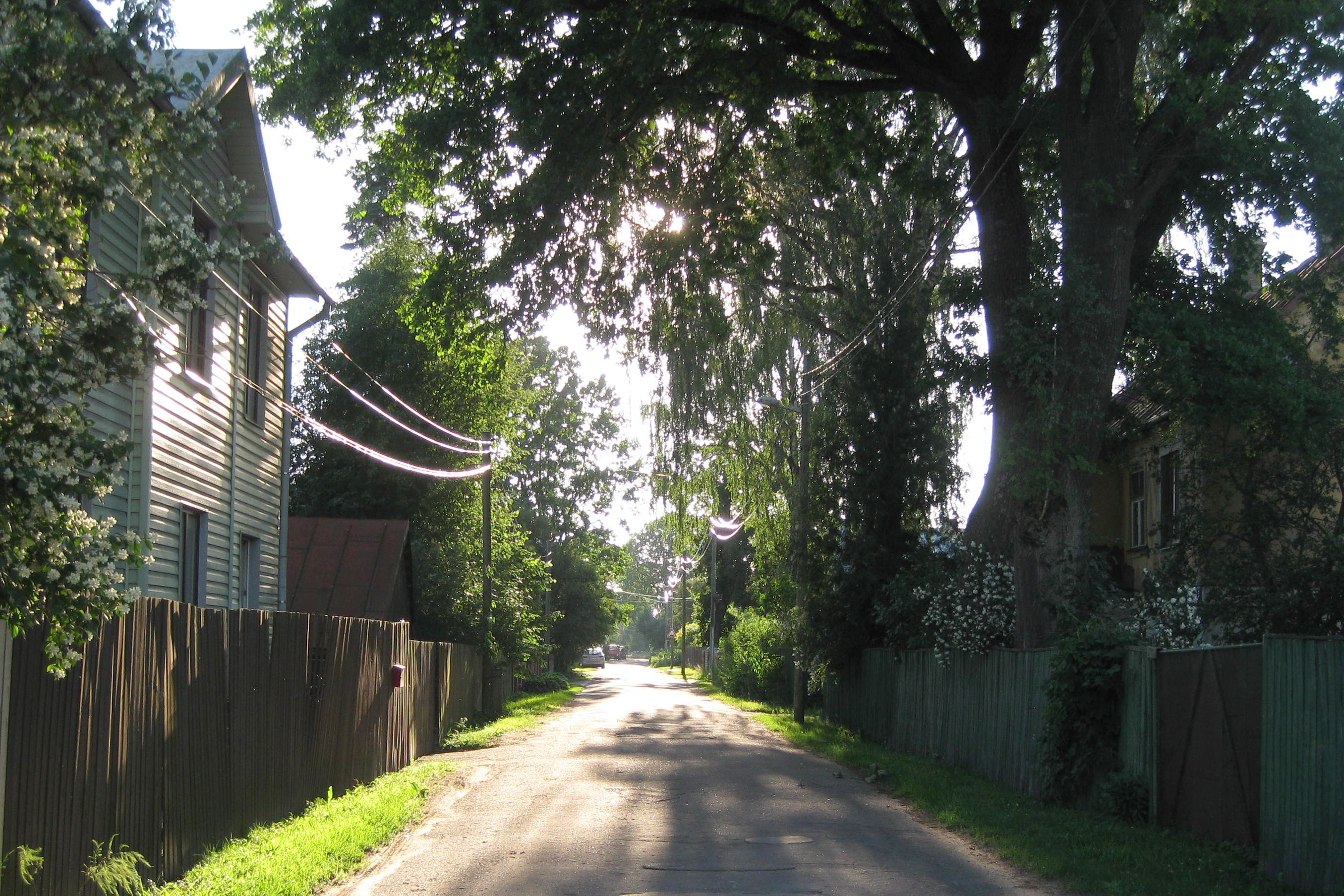
Rue Ābolu [rue des Pommes].
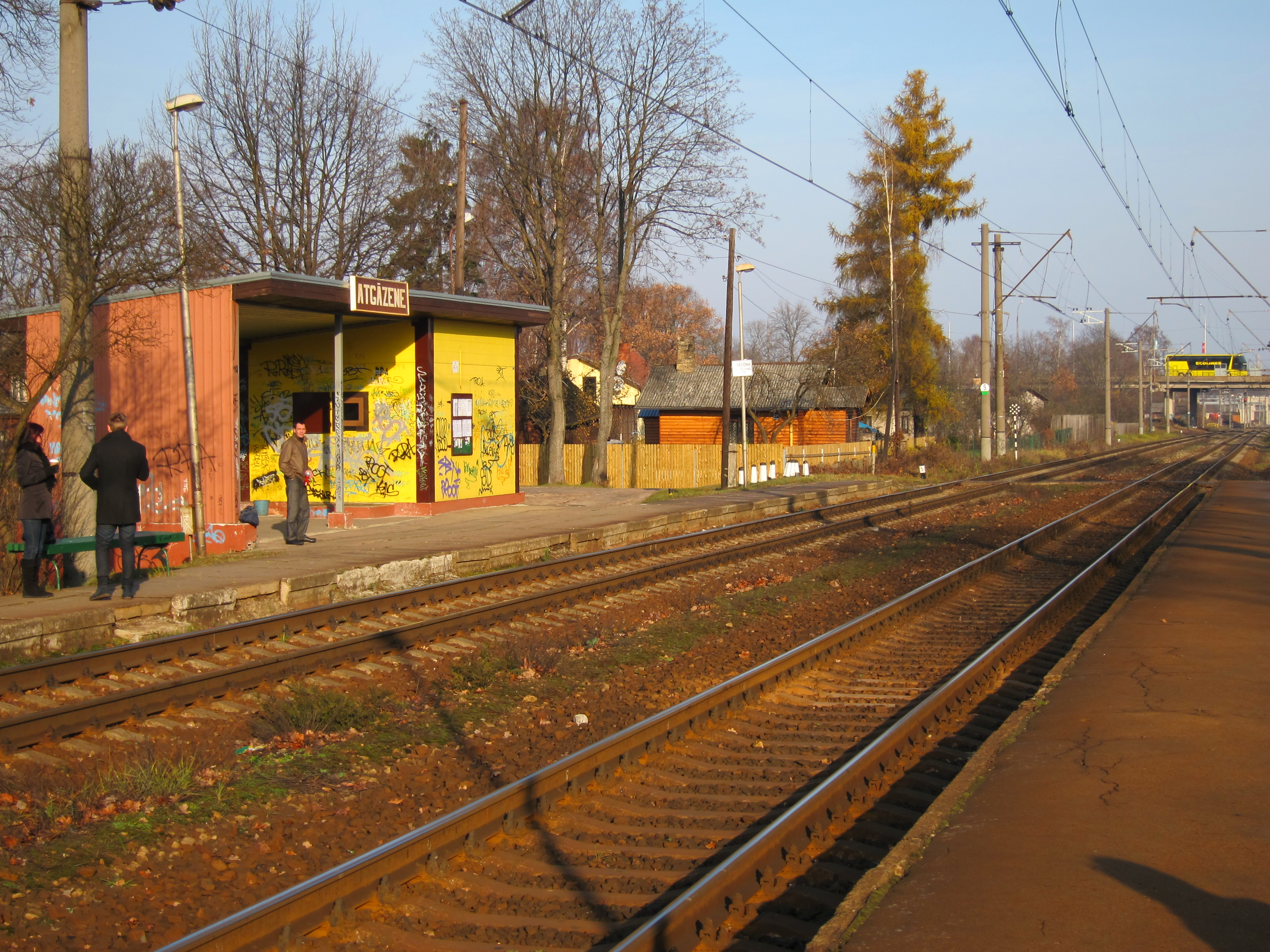
Gare ferroviaire d'Atgāzene.
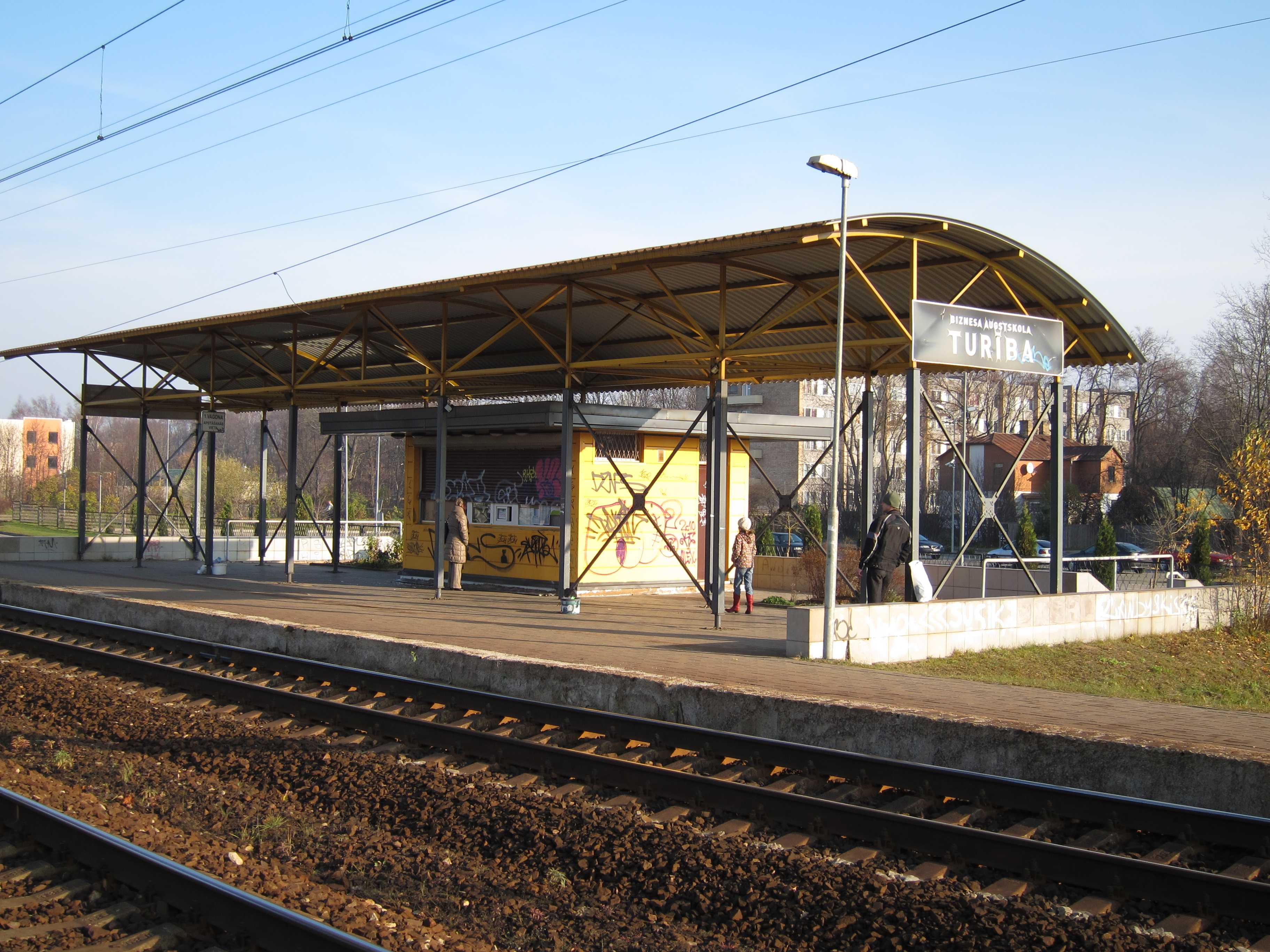
Gare ferroviaire Turība.